# Bénédict Morel
Pour les articles homonymes, voir Morel.
Bénédict, Augustin Morel est un psychiatre français né le 22 novembre 1809 à Vienne (Autriche) et mort le 30 mars 1873 à Rouen. Il fut connu, au milieu du xixe siècle, par ses expertises sur l'état mental de criminels et la postérité a surtout retenu sa théorie de la dégénérescence.

## Biographie
Bénédict Morel est né le 2 décembre 1809 à Vienne (Autriche) d'un père français, Benoît Morel (1770-1832), fournisseur des armées impériales et d'une mère probablement austro-hongroise, Marie Saltinam de Ganÿi. Ne disposant d'aucun acte de naissance ni de baptême, il présenta, pour son mariage à Bruxelles avec une fille naturelle de François-Joseph Talma, un acte de notoriété signé Jean-Pierre Falret, Laurent Cerise, Philippe Buchez, Charles Lasègue, et Victor Masson. 
À la suite des guerres de la Sixième coalition, ses parents l'abandonnent aux soins d'un prêtre luxembourgeois, l'abbé François Dupont et de sa servante Marianne. Ceux-ci pourvoient à l'éducation et aux études du jeune homme.
Bénédict Morel étudie à Paris. Il y assure ses besoins en donnant des leçons d'anglais et d'allemand. Il est reçu docteur en médecine en 1839 et devient deux ans après assistant du psychiatre Jean-Pierre Falret à la Salpêtrière et élève de Charles Lasègue et de Claude Bernard.
L'intérêt de Morel pour la psychiatrie se précise après ses visites de plusieurs asiles pour malades mentaux à travers l'Europe. En 1848, il est nommé médecin en chef à l'asile d'aliénés de Maréville, près de Nancy. Il y introduit des réformes pour le bien-être des aliénés et y réduisant, en particulier, les pratiques de contention. En médecine légale, il est le premier à demander que le sujet d'une expertise psychiatrique soit observé non en prison, mais à l'asile d'aliénés. Il étudie l'histoire ses handicapés mentaux et de leurs familles, la pauvreté et les maladies infantiles. En 1856, il est nommé médecin en chef à l'asile du manoir de Saint-Yon à Rouen.
Morel, influencé par diverses théories pré-darwiniennes de l'évolution, celles, en particulier qui accordent un grand poids à l'acclimatation, conçoit la déficience mentale comme le dernier stade d'un processus de détérioration. Dans les années 1850, il élabore une théorie où la dégénération mentale se développe de l'enfance à l'âge adulte. 
Il publie, en 1857, un Traité des dégénérescences physiques, intellectuelles et morales de l'espèce humaine et des causes qui produisent ces variétés maladives, dans lequel il explique la nature, les causes et les indications de la dégénération humaine. Morel recherche les causes  des maladies dans l'hérédité bien qu'il ait plus tard pointé l'alcoolisme et l'usage de drogues comme des causes de l'affaiblissement mental. Morel s'inscrit dans le mouvement intellectuel dominant au milieu du xixe siècle pour lequel, dans la mouvance du darwinisme, la dégénérescence de l'espèce humaine constitue un facteur majeurs en matière sanitaire, social, éducative, voire raciale.
Il est élu le 19 avril 1854 à l'Académie des sciences, belles-lettres et arts de Savoie, avec pour titre académique Correspondant.
Il est domicilié au no 47 rue d'Elbeuf à Rouen. Ses obsèques sont célébrées dans l'église Saint-Sever de Rouen.

## Démence précoce
Pour un article plus général, voir Démence précoce.
Dans le premier tome de ses Études cliniques (1852), Morel utilise à l'occasion le terme démence précoce pour décrire  les caractéristiques de certains jeunes patients,
Morel utilise le terme de façon descriptive et non pour définir une nouvelle entité nosographique. Il désigne ainsi un groupe de jeune sujets atteints d'une forme de stupeur. Leur état se caractérise par une torpeur, une énervation, un désordre de la volonté et ce qu'on reliait alors à la mélancolie. Morel a une compréhension traditionnelle de la [démence] : a contrario des conceptions actuelles, il ne la conçoit pas comme irréversible.
Bien qu'on ait pu voir dans les observations de Morel sur la démence précoce une préfiguration du diagnostic de la schizophrénie, d'autres ont montré de façon convaincante que les descriptions de Morel ne peuvent en aucune manière en faire un précurseur du concept de dementia praecox caractérisé par le psychiatre allemand Emil Kraepelin.
Leurs concepts respectifs de démence diffèrent de façon significative. Kreapelin utilise le terme dans le sens presque moderne de Schizophrenie alors que Morel ne décrit en aucune manière une catégorie nosographique. Le terme de démence précoce utilisé par Morel avait totalement disparu avant les études d'Arnold Pick et Emil Kraepelin et il est à peu près certain que ceux-ci n'en eurent même connaissance que longtemps après la publication de leurs travaux sur une maladie portant le même nom. Comme l'a dit simplement Eugène Minkowski ; « Un abyme sépare la démence précoce de  Morel de celle de Kraepelin. »

## Distinctions
- Chevalier de la Légion d'honneur[15].